# 侯潤
侯潤（1395年—？），字仲璣，浙江台州府臨海縣人，民籍。明朝政治人物。進士出身。

## 生平
宣德七年（1432年）壬子科浙江鄉試第二十一名。宣德八年（1433年）聯捷癸丑科會試第二十名，殿試登進士第三甲第三名，除行在禮科給事中，陞通政司右參議，仕終河南左布政使。

## 家族
曾祖侯均安。祖父侯文用。父亲侯顯祖。